# Honor (Michigan)
Honor è un villaggio della contea di Benzie, nello stato del Michigan, negli Stati Uniti d'America.